# Vijfvlak
Een vijfvlak is een veelvlak met vijf zijvlakken. Uit de formule van Euler voor veelvlakken volgt dat het aantal ribben drie meer is dan het aantal hoekpunten. De vijfvlakken kunnen worden ingedeeld in twee categorieën:
- Vijfvlak met als zijvlakken een vierhoek en vier driehoeken, dit is een (niet noodzakelijk regelmatige) vierhoekige piramide. Er zijn vier 3-valente hoekpunten met hoekpuntconfiguratie 3.3.4 en één 4-valent hoekpunt met hoekpuntconfiguratie 3.3.3.3. Er zijn 8 ribben. Deze categorie is zelfduaal (de duale versie van de eerdere zin is: er zijn vier driehoeken met twee 3- en één 4-valent hoekpunt en één vierhoek met vier 3-valente hoekpunten).
- Vijfvlak met als zijvlakken drie vierhoeken en twee driehoeken. Er zijn zes hoekpunten, die alle 3-valent zijn met hoekpuntconfiguratie 3.4.4. Er zijn 9 ribben. Een speciaal geval hiervan is een driehoekig prisma. De duale categorie is die van een driehoekige bipiramide.

Val beide categorieën is de regelmatigste variant een johnsonlichaam.